# Таїб II
Таїб II (*араб. الطيب الثاني; д/н — 1790) — 23-й макк (султан) Сеннару в 1789—1790 роках.

## Життєпис
Походив з династії Фунджі. Син якогось Наварра. Відомостей про нього обмаль. Посів трон 21 вересня 1789 року після повалення візиром Насіром улад Мухаммедом султана Авкала. Не мав значної влади, усіма справами керував візир.
Того ж року повстав Мухаммед аль-Амін, шейх клану аль-Каррі арабського племені абдалабі, якого підтримав Мухаммад уад Каміс Абуріда (очільник загону важкої кінноти). Вони оголосили султаном якогось Рубата (ймовірно представника правлячої династії). В битві між Шенді та Халфайя ель-Мулук Таїб II і Насір улад мухаммед зазнали поразки. Можливо султан загинув під час битви, або помер невдовзі (за ще однією версією повалений візиром). Трон перейшов до Баді V.